# Andrzej Munk
Pour les articles homonymes, voir Munk.
Andrzej Munk est un réalisateur polonais né à Cracovie le 16 octobre 1920, et mort à Łowicz le 20 septembre 1961 pendant le tournage de son dernier film La Passagère.
Il est l'un des trois cinéastes les plus importants de l'école polonaise d'après-guerre avec Andrzej Wajda et Jerzy Kawalerowicz.

## Biographie
Après des études de droit et d’architecture, Andrzej Munk entre à l’institut du cinéma de Łódź. Il en sort en 1950, avec un diplôme d’opérateur et de mise en scène. Jusqu’en 1956, il ne réalise que des films documentaires. Il se tourne ensuite vers la fiction avec un premier film Człowiek na torze (Un Homme sur la voie) dans lequel il s’inscrit en porte à faux contre le formalisme des idéologies. Avec Andrzej Wajda, Wojciech Has, Kazimierz Kutz ou encore Jerzy Kawalerowicz, Andrzej Munk est considéré comme l’un des leaders de la nouvelle génération de cinéastes polonais - une génération de cinéastes à peine guérie des stigmates du stalinisme, en quête d’un nouveau langage humaniste, purgé du carcan de l’endoctrinement et du slogan manichéen.
Munk meurt dans un accident de voiture en 1961, en plein tournage de La Passagère. Ce film sera achevé en 1963 par un de ses amis et collaborateur, le réalisateur Witold Lesiewicz. Son épouse Joanna est morte en 1968.

## Filmographie

### Documentaires
- 1949 : Kongres kombatantów
- 1949 : Le Théâtre des écoliers (Sztuka młodych)
- 1950 : On se bat en Espagne (Zaczęło się w Hiszpanii)
- 1951 : La Science près de la vie (Nauka bliżej życia)
- 1951 : Direction Nowa-Huta (Kierunek - Nowa Huta!)
- 1952 : Le Poème symphonique Bajka à l'usine (Poemat symfoniczny Bajka St. Moniuszki)
- 1952 : Souvenirs de paysans (Pamiętniki chłopów)
- 1953 : La Parole des cheminots (Kolejarskie słowo)
- 1954 : Les Étoiles doivent briller (Gwiazdy muszą płonąć)
- 1955 : Un dimanche matin (Niedzielny poranek)
- 1958 : Spacerek staromiejski
- 1959 : Polska kronika filmowa nr 52 A-B

### Fictions
- 1955 : La Croix bleue (Błękitny krzyż)
- 1957 : Un homme sur la voie (Człowiek na torze)
- 1958 : Eroica
- 1960 : De la veine à revendre (Zezowate szczęście)
- 1963 : La Passagère (Pasażerka)